# Paunoviči
Paunoviči so naselje v Sloveniji.
Paunoviče so v zgodovini naselili Uskoki.